# New Washington (Aklan)
New Washington ist eine philippinische Stadtgemeinde in der Provinz Aklan. Sie hat 45.007 Einwohner (Zensus 1. August 2015).
New Washington ist bekannt für den Sampaguita Garten. Auf dem Gemeindegebiet dehnen sich die Kalibo-Feuchtgebiete aus.
In der Gemeinde befindet sich ein Campus der Aklan State University, der das College of Fisheries and Marine Sciences beherbergt.

## Baranggays
New Washington ist politisch unterteilt in 16 Baranggays.
| - Candelaria - Cawayan - Dumaguit - Fatima - Guinbaliwan - Jalas - Jugas - Lawa-an | - Mabilo - Mataphao - Ochando - Pinamuk-an - Poblacion - Polo - Puis - Tambak |

## Persönlichkeiten
- Raul José Quimpo Martirez (1938–2024), römisch-katholischer Bischof von San Jose de Antique